# Асен (учебное судно, 1879—1904)
«Асен» — первое учебное судно в составе военно-морского флота Болгарии.

## Описание судна
Изначально представлял собой 240-тонный колёсный пароход с металлическим корпусом и паровой машиной (два паровых котла общей мощностью 60 лошадиных сил), позднее был перестроен в парусное судно.

## История службы
Пароход «Julia» был построен в 1856 году в городе Саут-Шилдс (в Британской империи), в апреле 1877 года был куплен правительством Российской империи для Черноморского флота и получил название «Екатерина». В ходе русско-турецкой войны 1877—1878 гг. он находился в составе русской Дунайской флотилии под названием «Взрыв».
В начале августа 1879 года Российская империя передала Болгарии штаб и плавсредства русской Дунайской флотилии, ещё три катера болгарской стороне передало инженерное ведомство. В результате, 12 августа 1879 года в городе Рущук была создана болгарская Дунайская военная флотилия.
31 июля 1879 года пароход вступил в строй под названием «Взрив», в 1881 году был отремонтирован в Будапеште, 17 мая 1887 года — переименован в «Асен». Находился в составе болгарского флота во время сербско-болгарской войны 1885 года.
30 июня 1891 года он был исключён из списка боевых судов, перестроен в учебное парусное судно и служил в Варне.
В 1903 году он недолгое время находился на Дунае, но в 1904 году был исключен из состава флота по техническому состоянию и разобран.